# Coelioxys turbinata
Coelioxys turbinata är en biart som beskrevs av Karl V. Krombein 1953.
Coelioxys turbinata ingår i släktet kägelbin, och familjen buksamlarbin. Inga underarter finns listade i Catalogue of Life.